# 胃糜爛
胃糜烂是指胃粘膜出現損傷。当胃粘膜发炎时就会发生胃糜爛。胃糜爛與胃潰瘍不同。胃潰瘍是指胃肠壁出現損傷，甚至有可能导致胃穿孔。